# Lyckeby
Lykkeby og Lykå, (svensk: Lyckeby og Lyckå) var en dansk middelalderby i Øster Herred i Blekinge. Lyckeby er i dag en bydel i Karlskrona kommun ved Lyckebyåns udløb, Blekinge län i Sverige.

## Historie
Byen nævnes for første gang i 1449, året hvor Claus Nielsen Sparre erhvervede nogle grunde i den sydlige udkant, hvor han byggede en gård og anlagde et mindre slot. Claus Nielsen Sparre var foged for Iver Axelsen Thott og som høvedsmand i Lykå Len, der bestod af det østlige Blekinge, fik han sæde i Lykkeby. I 1507 hærgedes Blekinge af svenskerne, og Lykkeby med slot blev plyndret og brændt ned.
I 1545 blev slottet, efter ordrer fra kong Christian II, genopført på det gamle anlæg af rigsråd Ebbe Knudsen Ulfeldt, som skulle bygge en ny "permanent bolig", som bedre kunne modstå bøndernes angreb, hvis de gjorde oprør. Den nu forstærkede fæstning, som var rektangulær og forsynet med to hjørnetårne, stod færdigbygget i 1560. Blekinge var på dette tidspunkt et grænseland og Lykå hærgedes i krigene mellem Sverige og Danmark. I 1564 under Den Nordiske Syvårskrig blev byen igen brændt ned. 
I 1600 mistede Lykkeby sine købstadsprivilegier, idet Christian 4. ville styrke den nyanlagte by Christianopel i stedet, og i 1601 befalede kongen, at slottet skulle nedrives, hvorefter stenene blev anvendt til at forstærke befæstningen af Christianopel.
Efter Freden i Roskilde i 1658 tilfaldt Lykkeby Sverige. I 1690 var fattigdommen så stor, at byen ikke havde råd til at holde en præst. I 1736 styrtede kirken sammen.
Senere gav Lykkeby navn til Lyckeby landkommune, som blev indlemmet i Karlskrona kommun i 1967.

## Udgravning
I det gamle Lykkeby, beliggende nord for slottet, gennemførtes arkæologiske udgravninger i begyndelsen af 1970'erne. I området "Lyckeby fläck" blev der fundet brolagte gader og resterne af huse med fundament af kampesten. Ordet "flæck" kommer fra det middelalderligt plattyske for købstad og ordet "lyck" er et ældre ord for lås, hvilket tyder på, at åløbet, som er indsnævret ved Lykkeby, tidligere har kunnet afspærres.

## Seværdigheder
Bydelens seværdigheder er blandt andre brostensbelagte gader samt ruinen af Lykkeby Slot (svensk: Lyckå slott), der forsvarede byen i middelalderen og var sæde for Lykkeby lens høvedsmand. Ved broen over Lyckebyån ligger den gamle vandmølle Kronokvarnen, der malede mel til den svenske flåde. Sammen med Flådehavnen Karlskrona blev vandmøllen i 1998 optaget på UNESCOs Verdensarvliste. I Lyckeby finder man også Lyckeby kilde med sit karakteristiske pumpehus fra 1700-tallet.